# Synodontis acanthomias
Synodontis acanthomias là một loài cá da trơn thuộc chi Synodontis họ Mochokidae có nguồn gốc từ lưu vực sông Congo ở các nước Cameroon, Cộng hòa Trung Phi, Cộng hòa Dân chủ Congo và Cộng hòa Congo. Loài cá này được nhà động vật học người Bỉ gốc Anh George Albert Boulenger phát hiện vào 1899 tại Boma, Cộng hòa Dân chủ Congo. Cái tên "acanthomias" có nghĩa là "rất gai", ám chỉ đến những cái gai được tìm thấy ở hai bên thân cá.
Mẫu vật gốc của loài cá này hiện đang ở bảo tàng lịch sử tự nhiên tại London.
Cơ thể của cá màu nâu xám và có những đốm đen. Ngoài ra còn có một đặc điểm nhận dang loài cá này là có hai cái xương nhọn gắn vào hai bên phần "nắp" đầu cứng của nó. Ngoài ra nó còn có thể nhô ra bằng việc hô hấp của cá. Tia đầu tiên của vây lưng và vây ngực thì cứng và có răng cưa. Nó có tổng cộng là ba cặp râu, nhưng hai cặp râu ở dưới hàm thì phân ra làm nhiều nhánh. Vây đuôi tách ra làm đôi. Hàm trên của nó có hình nón, khá ngắn. Còn ở hàm dưới thì răng xếp theo hình chứ S và có thể di chuyển được.
Trong tự nhiên, mỗi cá thể có thể phát triển chiều dài lên đến 59 cm (23 in). Chúng sống trong những vùng nước có nhiệt độ từ 22 đến 24 °C (72 và 75 °F) và độ pH từ 6,5 đến 8,0.
Cá có tầm quan trọng trong thương mại và làm thực phẩm cho con người.